# Stafal
Stafal (pron. all. API: [ʃtafal]) est un hameau sur la commune de Gressoney-La-Trinité, dans la haute Vallée du Lys.
Ce toponyme est parfois orthographié comme Staffal.

## Remontées mécaniques

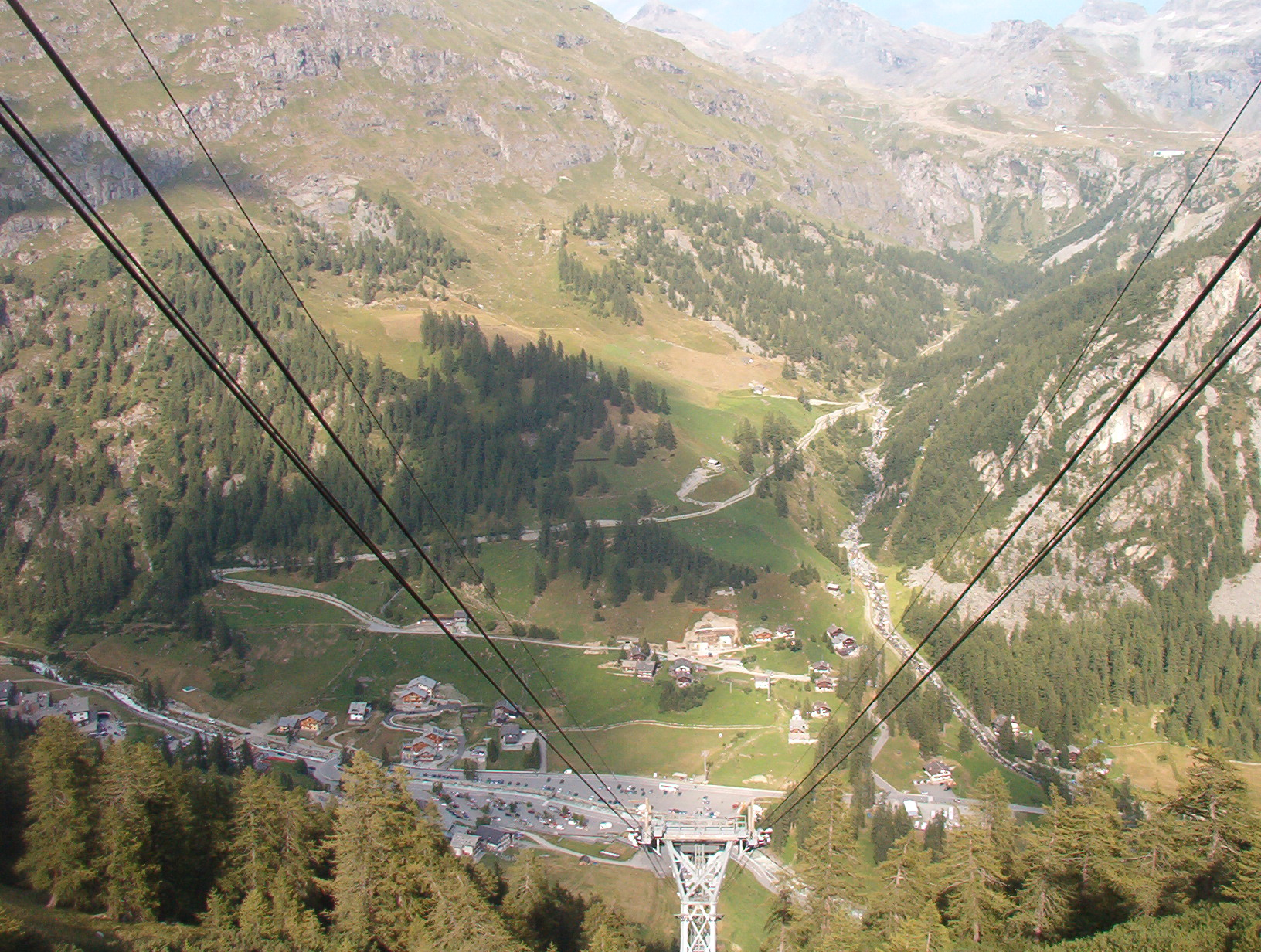
Stafal vu depuis la télécabine pour le replat de Sainte-Anne.

À Stafal se situe le départ de deux télécabines permettant de rejoindre notamment :
- le lac du Gabiet, et ensuite, par d'ultérieures remontées, le col des Salati et le glacier d'Indren ;
- le replat de Sainte-Anne, et ensuite, par d'ultérieures remontées, le col du Bätt.

## Randonnée
À partir de Stafal il est possible d'effectuer l'ascension au Hochlicht et aux sources du Lys.

## Refuges
- Cabane Reine-Marguerite - 4 554 m
- Cabane Giovanni Gnifetti - 3 647 m
- Refuge Quintino Sella au Félik - 3 585 m
- Bivouac Mamo Comotti - 3 550 m
- Refuge Ville de Mantoue - 3 498 m
- Orestes Hütte - 2 625 m